# 刘稳
劉穩（1519年—1575年），字朝重，號仁山，湖廣衡州府酃縣人，馬船籍，明朝政治人物。

## 生平
嘉靖二十二年癸卯科（1543年）湖廣鄉試第四十二名舉人。嘉靖三十五年（1556年）中式丙辰科會試第一百三十四名，二甲第八十四名進士。户部观政，授南京兵部武选司主事，四十年升职方司员外郎，四十一年升车驾司郎中，曾以徵料奉檄行江西、湖廣間。四十二年升广东佥事，兵备南韶，四十四年升副使，四十五年疏请养病。隆慶時，起補广西按察司副使，分巡桂林道，六年二月调任廣東，巡視海道。万历元年（1573年）正月升右参政兼佥事、管理原务。二年升南京太仆寺少卿，三年卒于官，年五十七。

## 家族
曾祖劉崇，知縣；祖父劉灝，醫官；父劉公泰，號一峰，嘉善、合肥縣丞。母孟氏。兄朝會（生员）、弟稔（生员）。